# Alentisca
Alentisca, oficialmente A Lentisca, é uma aldeia portuguesa pertencente à freguesia de São Vicente e Ventosa no concelho de Elvas, e na região do Alentejo. Dista cerca de 3,5Km de São Vicente e Ventosa e aos dias de hoje tem apenas cerca de 10 habitantes.
Antiga freguesia do concelho de Elvas, algum tempo designada também pelo título de Nossa Senhora da Alentisca.
A freguesia foi suprimida em 1760, e ficou a pertencer à freguesia de São Vicente e Ventosa. As primeiras noticias desta freguesia datam de 1608, mas já era citada em documentos de 1459.
Hoje é uma aldeia praticamente desabitada, que em outros tempos chegou a ter mais de 100 habitantes. As casas que se encontram no pequeno aglomerado, são hoje na sua maioria casas de férias e turismos rurais. A aldeia possui um lavadouro e uma Escola Básica de 1.º Ciclo que já está encerrada há muitos anos e cujo edifício hoje serve de sede da Associação de Caçadores de São Vicente e Ventosa.